# 聖母升天節
聖母蒙召升天節紀念於每年的8月15日。
厄弗所大公會議基於肯定耶穌是真天主又是真人，宣認瑪利亞為天主之母的信理。此後聖母敬禮便在各地蓬勃發展起來。至教宗本篤十四世，宣布瑪利亞蒙召升天為可靠意見，1950年頒定「童貞瑪利亞靈魂肉身蒙召升到天國的榮耀」為天主教會信理。
天主教會、東正教會及聖公會对這條信條的理解有不同之处。東正教宣认童貞圣母瑪利亞的灵魂升天，而非天主教會认为的灵魂肉身同时蒙召升天，所以在東正教会一般使用圣母安息节的名称。聖公會高派教会对這條信條的理解接近于天主教會，定此聖日為蒙福聖母馬利亞榮光日，而圣公会低派教会则基本不承认此信条。
在很多天主教国家，圣母蒙召升天节是国家公共假日，包括比利时，喀麦隆，法国，意大利，波兰和西班牙等。